# Allt A'Bhainne

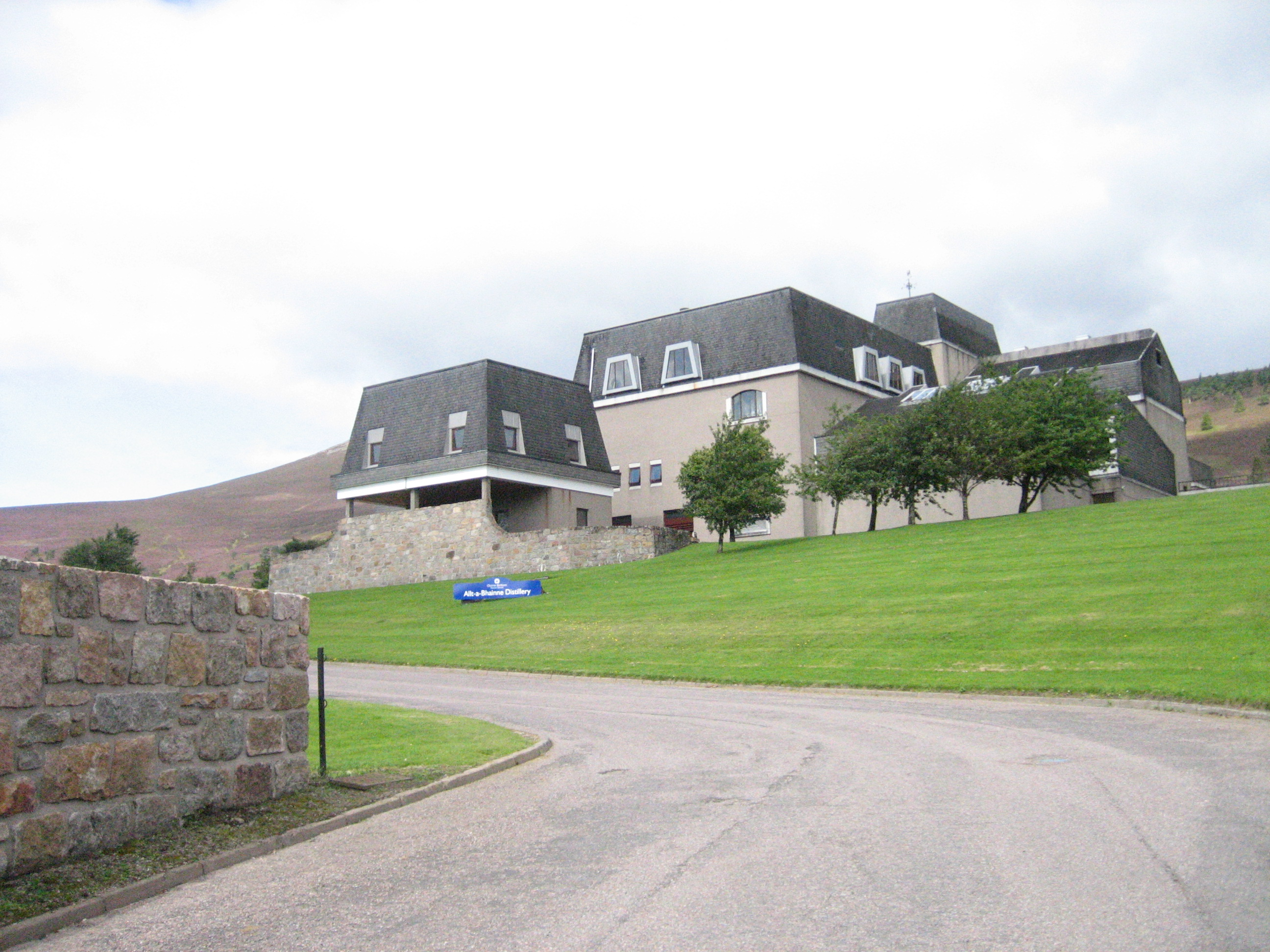
La destilería Allt-á-Bhainne.

Allt A'Bhainne (arroyo de la leche en gaélico) es una destilería de whisky escocés de malta situada a la orilla del arroyo Bhainne, al sur de Dufftown, en la región de Speyside.

## Historia
Allt A'Bhainne es una destilería de nueva planta levantada por Seagram en 1975. Actualmente el propietario de la misma es Pernod Ricard.

## Producción
La mayor parte de la producción de la destilería se destina a los whiskies blended de la marca; principalmente a Chivas Regal y a 100 Pipers, aun así, en ocasiones hay embotellados independientes de la marca como single malt.
Referencias
- MacLean, Charles. «Speyside». El libro del whisky (2009 edición). Ediciones Omega, S.A. p. 66. ISBN 978-84-282-1523-7.

- Datos: Q280576
- Multimedia: Allt-á-Bhainne distillery / Q280576